# Sziklai pirók
A sziklai pirók (Carpodacus puniceus) a madarak osztályának verébalakúak (Passeriformes) rendjébe és a pintyfélék (Fringillidae) családjába tartozó faj.

## Rendszerezése
A fajt Edward Blyth angol zoológus és ornitológus írta le 1845-ben, a Pyrrhospiza nembe Pyrrhospiza punicea néven.

## Alfajai
- Carpodacus puniceus kilianensis (Vaurie, 1956) - Nyugat-Kína
- Carpodacus puniceus humii (Sharpe, 1888) - délkelet-Kazahsztán, Kirgizisztán, Tádzsikisztán és a Himalája északnyugati része
- Carpodacus puniceus puniceus (Blyth, 1845) - a Himalája középső része és Tibet déli része
- Carpodacus puniceus sikangensis (Vaurie, 1956) - Közép-Kína déli része
- Carpodacus puniceus longirostris (Przewalski, 1876) - Közép-Kína [2]

## Előfordulása
Bhután, Kína, India, Kazahsztán, Kirgizisztán, Nepál, Pakisztán, Tádzsikisztán, Türkmenisztán és Üzbegisztán területén honos. 
Természetes élőhelyei a szubtrópusi vagy trópusi magassági gyepek, sziklás környezetben. Magassági vonuló.

## Megjelenése
Testhossza 20 centiméter, testtömege 42-51 gramm.
|  |  |

## Természetvédelmi helyzete
Az elterjedési területe rendkívül nagy, egyedszáma pedig stabil. A Természetvédelmi Világszövetség Vörös listáján nem fenyegetett fajként szerepel.